# Pont de la Creu
El Pont de la Creu és una obra del municipi de Vall-llobrega (Baix Empordà) protegida com a bé cultural d'interès local.

## Descripció
Es tracta d'un pont de petites dimensions (uns 10 metres de llarg i uns 2,5 d'ample) construït en pedra i pavimentat amb petits còdols. Té baranes a les dues bandes, també fetes de pedra. L'accés oest està format per quatre esglaons de petita alçada que arriben fins a la plataforma superior on es troba la creu, en un eixamplament del pont a la banda sud. L'accés est en canvi, tan sols té tres esglaons que també s'entreguen a la plataforma superior que en aquest punt no s'eixampla.
El parament dels murs nord i sud és irregular amb pedres de procedència local de dimensions petites i mitjanes. Al mur nord hi ha un petit contrafort que reforça la zona de la barana a l'alçada del darrer esglaó. La irregularitat del parament contrasta amb les lloses que embelleixen la part superior de les baranes i que culminen cadascun dels esglaons, col·locades en posició horitzontal.
El pont està format per un sol arc de mig punt. La imposta està formada per carreus rectangulars de la mateixa mida. Aquestes dovelles estan col·locades radialment. La llum de l'arc és de petites dimensions, i no arriba als dos metres.

## Història
No se sap quan va ser construït el pont. Se sap però que ja existia al segle xiii. Forma part del camí ral que va des de Palamós a la Bisbal. Els bisbes s'aturaven en arribar al pont abans d'entrar al poble en processó. Avui dia encara conserva el seu paper dins de la tradicional processió del dia de Rams i el dia de Corpus.
El pont tal com el coneixem avui dia és fruit de l'obra de restauració que van dura a terme Marc Pont i Francesc Trujillo l'any 1998, tal com consta a la placa commemorativa que hi ha en un costat. L'any 1950 ja havia estat restaurat i s'hi va col·locar la creu que li dona nom. La darrera gran transformació però, data del segle xix. Aleshores es va pavimentar amb còdols i s'instal·là la creu de terme sota la qual figura la data 1894.